# Іванова Наталя Миколаївна (сценограф)
Іванова Наталя Миколаївна, сценограф  (рос. Иванова Наталья Николаевна 12 квітня, 1908 — 17 березня, 1981) — російська художниця, сценограф ленінградського Театру юних глядачів. Заслужений діяч мистецтв РРФСР (1956)

## Життєпис

Мала Наталя на руках діда, поряд брат Коля у бабусі. Стоять батько та мати майбутньої художниці. Стара Русса, 1913 рік.

Походила з російських дворян. Народилась 12 квітня, 1908 в Петербурзі. В родині вже був старший син Коля. Батько,  Іванов Микола Олександрович, закінчив Імператорський Петербурзький університет. Через два роки після народження доньки родина перебралась на житло в місто Стара Русса, де батько отримав посаду викладача фізики і матемтики в реальному училищі. Окрім того, батько кохався в музиці і грав на роялі.
1919 року старший брат Коля помер від скарлатини. У травні 1920 року помер батько у віці 39 років. Мати залишилась з донькою одна без матеріальної підтримки і влаштувалась бухгалтером у Староруський виконком.

## Освіта і обмеження для дворян в СРСР
Мати не емігрувала з більшовицької Росії, незважаючи на політичний тиск на дворян та їх дітей. Наталя Іванова підготувалась до іспитів і здала їх на відмінно 1925 р. в Академію мистецтв. Але її, як дворянку за походженням, туди не прийняли за новим наказом більшовицького уряду.
Наталя Іванова мимоволі покинула академію і здала іспити ( знову на відмінно ) у Ленінградський державний художньо-промисловий технікум, де обмеження на навчання дворян за походженням не діяло і куди дітей дворян приймали. Навчалась у 1925-1929 рр. (майстерня професора  Бобишова М. П., театрального художника) Як дворянка за походженням — не мала права на отримання стипендії і не могла вступити у комсомол. Аби вижити і не покидати навчання постійно підробляла на побічних роботах,  разом із двома подругами (теж дворянського походження і без стипендій ) організувала бригаду, що брала замови на виконання діаграм, стінних газет, карт електрифікації країни тощо.

## Початок праці в театрах
Влітку 1929 року працювала в Старій Руссі в театрі під керівництвом Якуніної Е. П. Старанна робітниця, Наталя Іванова отримала рекомендацію від Якуніної Е. П. на працю у Ленінгрдський обласний драматичний театр під керівництвом Борисоглебського А. Н. За недовгий термін у три роки зробила декорації до тридцяти різних вистав. В Старій Руссі познайомилась із піаністом Анатолієм Вікторовичем Любомировим. У них народилась донька Ксенія. Але Любомиров помер від туберкульозу.
Вона годувала мале немовля, коли отримала запрошення на працю у ТЮГ, котрий заснували в Старій Руссі. Праця почалась із перебудов Будинку культури, відданого під ТЮГ в Старій Руссі. На відкриття нового театру для дітей і юнацтва прибув Брянцев Олександр Олександрович. Так вони познайомились. 1934 року Наталя Іванова перебралась у Ленінград, де влаштувалась простим маляром у  ТЮГ (що працював тоді на вул Мохова в колишньому училищі Тенішева), котрим керував Брянцев. Художниця відтепер пов'язала власну роботу з театром для дітей.
Фрагмент автобіографії, створений Н.М. Івановою 1941 року :
| 1935 року я була із малярів переведена на посаду художника-виконавця (бо мала фахову освіту сценогрфа). Водночас за допомогою О. О. Брянцева вивезла із Старої Русси у Ленінград доньку та мати. 1937 року, залишаючись на посаді художника-виконавця, отримала перше самостійне завдання в ЛендержТЮгу ( за контрактом ): вистава-концерт з приводу 100-річчя з дня смерті поета О.С. Пушкіна. |

## В евакуації
Театр юних глядачів (режисери, актори, художники та їх діти) були евакуйовані на Урал і перебували у місті Березники . До головної частини поступово приєдналися ті із тюзян, котрих не евакуювали і котрі діставались Березників — самотужки... Колективи в евакуації часто мешкали просто в приміщеннях самого театру — «стадом». Втіхою були концерти і мрії про закінчення війни. Аби оминути цензуру сталінського режиму, частка листів до знайомих пускалсь не радянською поштою, а із знайомими. Ці листи більш відверті, ніж відправлені радянською поштою і прочитані цензурою.
Робота не припинялась і в евакуації. Наталя Іванова працювала над новими ескізами, серед них до вистави «Весільна подорож» ( комедія В. Диховичного ). Лише деякі з ескізів були використані в виставах. Акторів ТЮГу задіяли у концертах для працівників місцевих підприємств. ТЮГ перебував на човні, пересувався від одного поселення до іншого  і обслуговував робітників Камлісосплаву . В ритмі лихоманки готували нові вистави і концертні номери, наче виправдовуючи власне існування в тилу, де щодня не стріляють.
ТЮГ за дозволом повернули в Ленінград (на вулицю Моховую, 35) влітку 1944 року .

## Ленінградський державний ТЮГ (брянцевський)
Брянцевський період праці ТЮГу запам'ятався як новими прем'єрами, новими постановками режисерів, так і зустрічами з іншими театральними колективами і делегаціями.
В грудні 1958 - січні 1959-го рр.  в Москві та в Ленінграді відбулись  гастролі уславленого  театра з британського міста Стратфорда (тоді, до 1961 року, його назвою був  Шекспирівський меморіальний театр).  В той період декілька англійських  акторів  відвідали ленінградський ТЮГ (ще на вул. Мохова, 35), подивились казку-виставу  «Два клени» Є. Шварца. Після вистави відбулась зустріч акторів обох театрів, котру здогадались зафіксувати на фото.
На серії фото у декілька десятків зразків — керівник ТЮГу О.О. Брянцев, режисер-постановник вистави «Два клени» — Вейсбрем Павло Карлович , Иванова Наталя Миколаївна, головний художник ТЮГу того періоду, автор декорацій до  шварцевської вистави  «Два клена », британські актори і актриси Джеральдина Макьюен, Рон Хеддрик, сер Майкл Редгрейв (1908-1985), британський актор и режисер, батько актриси Ванесси Редгрейв.

## ТЮГ (доби Корогодського)
По смерті Брянцева головним режисером ТЮГу з 1962 р. призначили Зіновія Яковича Корогодського.
В дещо розслаблену атмосферу театру після Брянцева наполегливий Зіновій Корогодський вніс вимоги дисципліни, тренінгу, постійного навчання і навіть муштру, притаманну балету.
В театрі ТЮГ вивісили перелік книг, котрі актори повинні були прочитати. Була надто обмежена зайва адміністративна інформація. На дошках об'яви вивішували лише списки, де і в яких репетиціях та виставах задіяні актори. Театральний режисер жорстко контролював поведінку акторів в театрі, особливо тих, хто був схильний байдикувати чи прикладатися до чарки. Але Зіновій Корогодський не тільки вимагав, а і піклувався і виховував. У виставах використовував здібності акторів : гру на гітарах, здатність співати, красиво танцювати. На репетиціях знову запанували акторські етюди. Частка найбільш вдалих етюдів логічно переходила у вистави театру. На репетиції Корогодського залюбки приходили навіть не задіяні актори, аби подивитися на працю інших, привчити себе до творчої дисципліни і вимог режисера,  усвідомити власні недоліки і долати їх.
На щастя, ефемерне мистецтво репетицій і вистав тогочасного ленінградського ТЮГу частково зафіксоване в документальному кіно.
Хтось порахував, що Корогодський-викладач виховав і відпустив у світ  шістнадцять випусків театральної молоді.
Сам трудоголік, Корогодський поважав і виховував трудоголіків-акторів. На це здатні не всі. Звичайно, що це і подобалось не всім. До Корогодського режисера з підозрою ставились і комуністичні керівники Ленінграда. Але не могли заборонити надання йому премії імені Станіславського за педагогічну діяльність. 2007 року в Санкт-Петербургському Гуманитарному університеті профспілок, де викладав З.Я. Корогодський, встановили погруддя на честь театрального діяча і педагога .
Народився і зріс феномен ленінградського ТЮГу. Вистави мали успіх у дітей і дорослих.  Запобіжні глядачі купували квитки заздалегідь, бо їх не вистачало для всіх охочих. У адміністраторів театра народилась традиція впускати в театральну залу тих, хто не встиг придбати квитка і був готовий дивитись виставу, сидячі 3-4 години на сходинках амфітеатру.
Відомі випадки, коли іноземців, що не знали російської мови, приводили на вистави ТЮГу. І ті, не знаючи мови, розуміли сюжет і підкорялися акторському ентузіазму, натхненню і енергетиці добра, котра йшла зі сцени в глядацьку залу.
Ленінградський ТЮГ витримував творче змагання з уславленими, «дорослими» театрами міста, з концертними залами, з унікальними виставками в музеях міста (котрі збирали натовп), з потужною туристичною системою і сам став визначним місцем, бо приймав у своїх стінах вистави ТЮГів з інших міст СРСР.
Помічником нового режисера в перебудовах ТЮГу стала і головний художник — Наталя Іванова. Збереглися листи художниці до Брянцева, теж занепокоєної творчим спадом в театрі після Брянцева і бажанням порятувати власною працею низку вистав. Вона співпрацюватиме із Корогодським майже двадцять наступних років. Окрім театральних декорацій в останні роки життя Наталя Іванова звернулась також до створення натюрмортів з квітами, чим надто здивувала тих, хто знав її лише як художницю театру. Але вона ще в молоді роки працювала декоратором, зробила чимало стінгазет, робила екслібриси, сухі букети. Кохалась у квітах і вирощувала їх вдома. Логічне для неї звернення до квіткових натюрмортів — було нелогічним для тих, хто її погано знав і погано розумів.

## Творчий метод
В сценографії Наталя Іванова довго зберігала риси конструктивізму і модернізму, притаманних 1910-1920-м рр. Це відбилось і в створених нею екслібрисах. Якщо дозволяли режисери і тематика п'єси, Н. Іванова могла обійтися мінімумом художніх засобів.
Так, 1957 року режисер Л. Макарьєв випустив виставу  «В садах Ліцею» за твором Д. Деля. Н. Іванова обійшлася сценографічним мінімумом. В центрі (сцени) — фрагмент ажурно-графічної завіси садів Ліцею.
- Восени (за ходом вистави) — темні стовбури дерев, на голих гілках лише декілька прозорого жовтого листя.
- Взимку (за ходом вистави) — ті самі дерева без листя, але запорошені снігом.
- Навесні  (за ходом вистави) — ті самі дерева, але де інде зелене листя [1].

Сприяли такій оголеній театральності декілька факторів. Глядацька зала в театрі на вул. Мохова була амфітеатром, відкритим майже з усіх боків. Тут не було типових лаштунків і умов для створення пишних декорацій, як в опері. Не було і звичної високої клітки для завіс і мальованих декорацій, котрі спускають згори .
Це важка сцена для вистав, бо нагадує цирк. Тому місце дії означали досить умовно, натяками. Наталя Іванова була майстром працювати натяками і сценічним мінімумом. Це йшло ще від агітбригад синьоблузників, здатних виступати на полі біля брички, в умовах заводського цеху, на кузові вантажівки  тощо.
Сценічна  (аскетична !) обмеженість була збережена і в новій театральній споруді на Піонерській площі, де вибудували з бетону напівамфітеатр, схожий за типом з тим, що був на вул. Мохова, 35 .
Аскетизм сценічного оформлення спочатку довго обмірковували, малювали варіанти, відкидали усе зайве, залишаючи варіанти функціональні, безпечні і зручні для гри акторів. Хоча були і канати, і гойдалки, і вимоги забиратися на якісь конструкції.
Творчі задуми це звичайно обмежувало. Тим не менше знахідки не припинялись і використовувались. Так, Іванова першою в Ленінграді використала для костюмів і реквізиту флуоресцентні фарби . Глядачі запам'ятали Змія Горинича із п'єси «Кащей», що світився штучним світлом у темряві. Висвічували і зірки на плащі головного казкового героя.

## Смерть
Вийшла на пенсію 1970 року. Але продовжувала працювати і консультантом, і художником. 
Померла в Ленінграді 17 березня 1981 року.

## Виставки
- Виставка  «Натюрморт художників театру і кино», Ленінградське відділення спілки художників.
- 1978 р. Виставка з нагоди 70-річчя художниці ( ТЮГ імені Брянцева )
- 1979 р. «Весняна виставка ленінградських художників»
- 2007 р. в Санкт-Петербурзі ( котрому повернули історичне найменування ще 1991 року ) відбулася персональна виставка Наталі Іванової.

Художні твори Н.М. Іванової придбали Державний центральний театральний музей імені Бахрушина, Театральний музей Ленінграда, Музей Ліцея в Царському Селі.

## Родина
- Чоловік — Любомиров Анатолій Вікторович, піаніст. Помер від туберкульозу у 1936 р. у віці 29 років.
- Донька  — Любомирова Ксенія Анатоліївна, 1933 р.н.
- Онучка — Любомирова Олена Феліксівна.

## Галерея вибраних фото і творів

Сценограф Наталя Іванова, фото 1938 р.